# 콘스탄틴 블라하
콘스탄틴 블라하(독일어: Constantin Blaha, 1987년 12월 1일 ~ )은 오스트리아 남자 다이빙 선수이다.